# اخوینی بخاری
پزشک اَخوَینی بُخاری (بُخارایی)، پزشک ابوبکر ربیع پسر احمد اخوینی بخارایی (Pezeshk Abū Bakr Rabī Ibn  Ahmad al-Aķhawayinī al-Buķhārī)، نامش ربیع و پدرش احمد و لقبش ابوبکر نامدار به ابوحکیم، پزشک ایرانی فرارودی و پسر احمد، در سده ۴ق است، نامهای دیگر وی که به نادرستی هنگام رونویسی (استنساخ) پدید آمده‌است عبارتند از: اجوینی. اخوین، اخوی. آخربی.
از زندگی او دانش اندکی در دست است. اخوینی از مردم بخارا و شاگرد ابوالقاسم مُقانعی و او شاگرد محمد زکریای رازی بوده‌است. خودش می‌گوید من بسیار علاج کردم (مالیخولیا را) و بِه شدند بر دست من تا مرا پچشک دیوانکان نام کردند. در برخی نسخه‌های چهار مقاله نظامی عروضی از او با نسبت ناشناخته اجوینی یاد شده‌است
وی نویسنده کتاب هدایة المتعلمین فی الطب است که گاه از آن با نام هدایة فی الطب یا کتاب هدایة نیز یاد می‌شود و آنرا با گویش پارسیِ بُخارایی نوشته‌است. بخارا در آن زمان پایتخت ایران در پادشاهی سامانیان بوده‌است و مردمش هنوز به پارسی سخن می‌گویند. کتاب هدایت فی الطب چندین بار به دست دیگران رونویسی شده‌است. دومین بار در پایان ربیع‌الاول سال ۴۷۸ قمری (پنجم مرداد ۴۶۴ خورشیدی)، سپس سال ۵۲۰ و بار دیگر ۱۲۹۷ قمری. استاد مجتبی مینوی از این کتاب در سال ۱۳۲۹ خورشیدی در مجله یغما نام برد و سپس با سختکوشی و پشتکار دکتر جلال متینی در سال ۱۳۴۴ ویراسته و در انتشارات دانشگاه مشهد به چاپ رسید.
گمانه‌زنی استاد مینوی این است که چون
اخوینی خود را شاگرد ابوالقاسم طاهر بن محمد
بن ابراهیم مقانعی اعلام نموده و ابوالقاسم مقانعی نیز شاگرد محمد بن زکریای رازی (د ۳۱۳ ق) بوده،
پس سال از دنیا رفتن اخوینی حدود
سال ۳۶۰ خورشیدی (۳۷۳ قمری: ۹۸۳ میلادی) بوده‌است. شاید برای همین پزشک اخوینی در کتابش از پزشکانی نام برده‌است که در سده‌های سوم و چهارم می‌زیسته‌اند نه پس از آن (ابوالقاسم مقانعی، رازی، بقراط، جالینوس، یعقوب بن اسحاق الکندی، ثابت بن قره، عیسی پسر صهار بخت، پسر سرابیون، یحیی پسر ماسویه، اهرن و …).
از همین روی، می‌توان گفت پیرامون سال ۳۰۰ خورشیدی در بخارا کودکی چشم به جهان گشود به نام ابوبکر که در جوانی پای در مکتب پزشک محمد زکریای رازی گذاشت و با پشتکار و آزمون-خطا توانست سرآمد پزشکان روزگار خویش شود. او ترفندها و شگردهای جراحی ویژه‌ای به کار می‌بست که با گذشت هزار سال همچنان شگفت‌آورند.
در آموزشها و درمانهای او می‌توان از جااندازی مهره‌های گردن با کلبتین (گازانبر) تا نوآوری (اختراع) در خورانیدن خوراک و دارو از درون شاخ توخالی‌شدهٔ گاو (که امروزه به انگلیسی آنرا گاواژ نامند) را دید. او در کتابش از جراحی سرطان پستان و توده‌های بینی، مفاصل و استخوانها تا درآوردن سنگهای ادراری با زُراقه (رهاب، قاتاتیر، Catheter)، برگرداندن رحم بیرون‌افتاده (پرولاپس)، درآوردن چشم چرکین، جراحی ناخنک چشم و جراحی زانو را آموزش داده‌است. پزشک اخوینی به درخواست پسرش اندوخته پربار سی سال درمانگری‌اش را در کتاب هدایت المتعلمین فی الطب (که می‌توان آنرا به راهنمای دانشجویان پزشکی ترجمه کرد) برای همیشه ماندگار نمود. او در آن کتاب هرجا درمانهایش به شکست انجامیده آنها را بازگو کرده‌است. همچنین از روش گزارش موردی (Case Report) بهره گرفته و نمونه‌های ویژه را در کتابش گاه با آوردن نام بیماران و پزشکان موشکافی کرده‌است.
پس از مرگ او در همان شهر بخارا کودک دیگری زاده شد به نام پورسینای بزرگ که راه اخوینی را دنبال کرد.

## ویژگی‌های پزشک اخوینی بخارایی
پزشک اخوینی از نخستین پارسی‌نویسان پزشکیِ کهن ایران‌زمین و جراح ایرانیست که پنج ویژگی برجسته دارد:

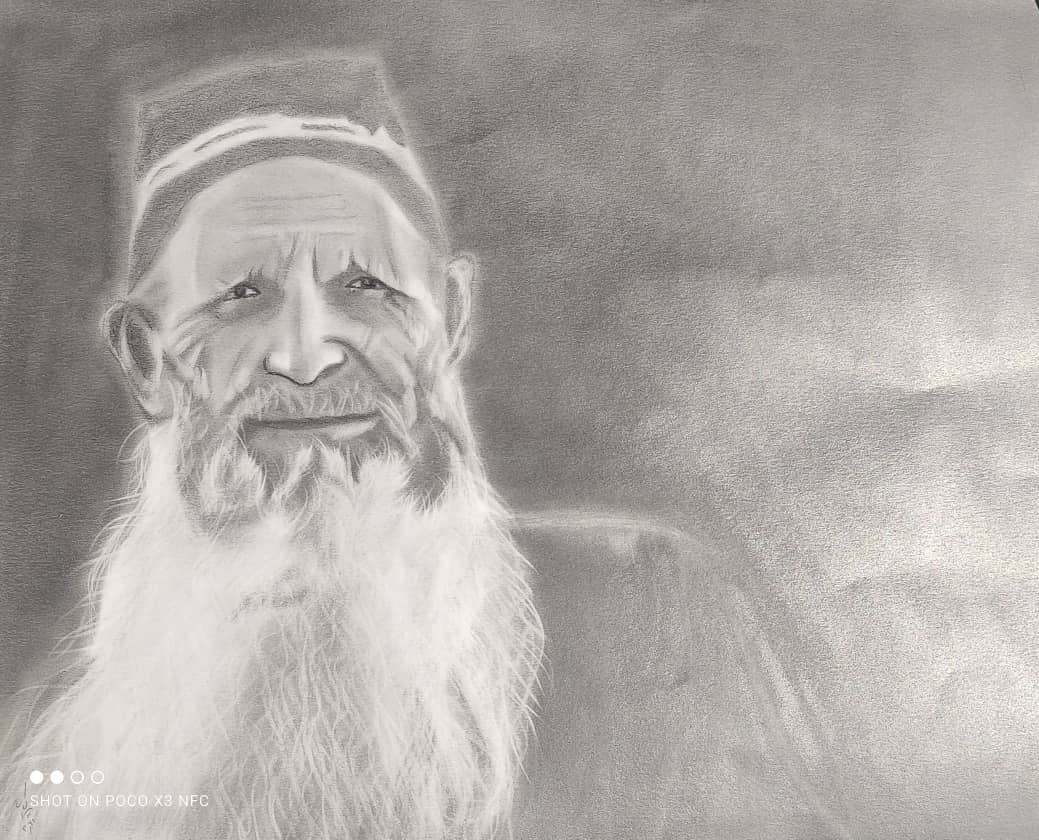
چهره‌نگاری خیالی از پزشک اخوینی، کار فریبا کیانی (کاردان هوشبری، بیمارستان عیسی بن مریم، اصفهان)

الف) پیش از فردوسی می‌زیسته و کتاب پارسی راهنمای پزشکیِ او (هدایه الطب) زودتر از شاهنامه نوشته شده‌است. پزشک اخوینی در نزدیکی سال ۳۶۰ خورشیدی و فردوسی نزدیک به پنجاه سال پس از او درگذشت
ب) یک یا دو نسل پیش از پورسینا می‌زیسته و پس از مرگ او در همان شهر بخارا، پورسینا چشم به جهان گشود و نزد شاگرد او آموزش دید
پ) همچون پورسینا دست به کارد بُوده و جراحی می‌کرده
ت) برخلاف دیگران، کتاب خود را به پارسی، نه عربی، نوشته‌است درحالیکه استاد او، زکریای رازی، کتاب الحاوی را به عربی نوشته بود. بسیاری از استادان و پزشکان سرشناس آن زمان و پیش از او یا پس از او مانند حُنین بن اسحاق الکِندی، ثابت بن قُرّه، عیسی بن صهار بخت، پسر سرابیون، یحیی پسر ماسویه و اهرَن کتابهای خود را به زبان عربی نوشته‌اند؛ گرچه تاکنون تنها یک کتاب پزشکی پارسی همزمان یا پیش از او به دست آمده‌است ولی آن هم کتاب دارویی بوده نه جراحی و نامش الابنیه عن حقایق الادویه از ابومنصور موفق هروی
ث) کتابش را برای فرزندش نوشته و آنرا مانند دیگران به هیچ شاه یا امیری پیشکش نکرده‌است (شاید برای همین تاکنون گمنام مانده‌است)
ج) درمانهای پیشنهادی پزشکان دیگر را با نام بردن از آنها و کتابشان (بُن‌مایه (رفرنس) نویسی) نوشته و دیدگاه موافق یا مخالف خود را بازگو کرده
چ) روشهای درمانی شکست‌خورده یا خطرناک را با اشاره به خطر هلاک شدن بیمار نوشته‌است
ح) از گزارش موردی (Case Report) نیز بهره‌ها برده‌است

## آثار
تنها اثر بازمانده‌اش هدایة المتعلمین فی الطب یکی از کهن‌ترین کتاب‌های پزشکی به زبان فارسی است. اخوینی در هدایة به سه کتاب دیگر خود به نام‌های قرابادین (گرابادین، داروشناسی) و کتاب نبض و کتاب تشریح اشاره می‌کند که هنوز هیچ‌کدام یافت نشده‌است.

## کتاب هدایت المتعلمین فی الطب
کتاب هدایت المتعلمین فی الطب گرچه عنوان عربی دارد ولی پیکره آن به پارسی شیرین ازبکیِ بخارایی‌ست و نخستین کتاب جراحی و سومین کتاب پزشکی پارسی است که تاکنون به دست ما رسیده (هدایت المتعلمین فی الطب، الابنیه عن الحقائق الادویه و کتاب ذخیره خوارزمشاهی از اسماعیل گرگانی (جرجانی)). این کتاب نه تنها ارزش پزشکی دارد بلکه برای شناخت ادبیات و نگارش پارسی میانه در سده چهارم از ارزش ادبی بالایی نیز برخوردار است که استاد مجتبیی مینوی آن را کشف نمود و دکتر جلال متینی بیاراست و به یاری دانشگاه فردوسی مشهد به چاپ رساند.
اینک بر جامعه پزشکی است که با شناساندن این گوهر فروزان به جهانیان، دُری دیگر به گنجینه معنوی ایرانیان بیفزایند و نام او را بر تارک میراث فرهنگی ایران بنشانند. برای بازشناسی او به ایرانیان و جهانیان برگزاری هزاره اخوینی کار شایسته‌ایست.
برای نمونه در اینجا بخشهایی از کتاب اخوینی با تصحیح دکتر جلال متینی آورده می‌شود.

## آموزش واژگان پزشکی پارسی در برابر تازی و یونانی (آنچه در قلاب [] آمده از نویسنده این تارنماست)
- او در کتابش هرجا توانسته واژگان پارسی را با نگارش و گویش پارسیِ بخارایی (ازبکستان امروزی) در کنار واژه تازی و یونانی‌اش به دانشجو یادآوری کرده‌است. گاه به جای پ از ب و به جای گ از ک و به جای بوَد از بوَذ و جای آید از آیذ و کی به جای که و روَذ به جای روَد و بایذ به جای باید بهره گرفته‌است. برای نمونه:

و ببارسی این مِری را سُرخَه خوانند و این آنست که بر درهٔ کوسبند بُوَذ …
ببارسی استخوان آخُرک و بتازی عظام الترقوه خوانند …
به این گیاه بتازی عِکرش گویند و بیونانی اقطی و ببارسی شورکومه … این علت را ببارسی پُرمیز کویند و بتازی دوارَه و بیونانی دیانیطس [دیابت] اعنی [شامل] دولابی …
... و شانزدهم ماساریقا [صفاق] و هفدهم جگر و هژدهم زَهره و نوزدهم سپرز [طحال] و بیستم گُرده و … و ببارسی اَشرَه … و ببارسی دندانهای خائیذن … و ببارسی بهناگاه … و ببارسی استخوان دُمجهٔ گون، کژک [دنده]، تُهی‌گاه، بُن [مقعد]، دوکونه [نشیمنگاه، باسن]، بیل [کتف]، جشمه سرکتف، عروس‌کش، غروجه [درشت‌نی]، غژغر [غضروف]، استخوان سینه [استرنوم]، پوستک [پرده پلور]، دیده [حدقه]، آروگ [لثه]، گوشه [دهلیز]، بیوند [مفصل]، رگ ناجهنده [ورید]، رگ جهنده [شریان]، پنکاجه یا نای‌گلو یا سُرنا [حنجره]، دربان [اسفکنتر]، دوازده انگشتی [اثنی عشر]، روده باریک [امعا دقاق، ژژنوم]، بوکان [روده‌کور، Cecum]، پنج‌روده [قولون]، دُبُر [مخرج، آنال]، خُشندَه‌گاه [مهبل، واژن، سرویکس]، خوک [غده لنفاوی]، خوکان [غدد لنفاوی]، آماس [التهاب] و ….
- در کتاب هدایه واژگان ادبی پارسی نیز بسیار دیده می‌شوند که همانند واژه‌سازیهای گروه‌های واژه‌گزینی فرهنگستان زبان و ادب فارسی می‌باشند همچون:

پُرمیز: دولابی [دیانیطس: دیابت]، سورنگ [ناصور: Polyp]، باسور [بواسیر]، دُمَل [آبسه]، کـَفتَن [شقاق]، سرسام [مننژیت]، آماس مغز [انسفالیت]، بیهُشانه [هذیان]، مورسار [آفت عنبیه]، دردسر بی‌مایه [میگرن]، خَشَم [آنوسمی، نابویایی]، گرانی دم [بحران، دیسترس تنفسی]، ناخن کُژ [Clubbing]، مِنِش [تهوع]، مَراش [هراش: استفراغ]، شکنجیدن معده [کولیک]، تنجیدن رودکان [کولیت]، شکم کندن [خونریزی گوارشی از پائین: Rectorragia]، زهراوی [کیسه‌ای، کیسه صفراوی]، شوشه ریش [عفونت ریه: Pneumonia]، بامایه [ارگانیک]، بی‌مایه [غیرارگانیک، بدون پاتولوژی]، تیز [حاد]، سبک [خفیف: Mild]، ستبر [شدید: Severe]، گپ [گُرد: Major]، خُرد[Minor]، آچار [Mix]، آبزن [سرنگ تزریق، وان گرمابه]، آبخانه [دستشویی: توالت]، ناتاودار [انزال زودرس]، رسیده [بالغ]، آزدن [آجیدن، آژیدن: تزریق]، سِتان [Supine]، اندر [Prone]، ناگواشتن [سوء هاضمه]، آبزن [خزینه آب، وان آب در گرمابه]، مایه [مایع ترشح شده]، چگونگی، چندی، یکیی، بادناک، بوی‌ناک، بیماری‌ناک، خشم‌ناک، خواب‌ناک، سبوس‌ناک، سنگ‌ناک، کف‌ناک، گوشت‌ناک، شوره‌ناگ، موی‌ناگ، غمگن، شوخگن، بیمارگین، فروسو، برسو، پذیرا، ناپذیرا، ناخفته، ناپوسیده، ناچرب، نارونده، ناجهنده، و …

## آموزش بُرمانگری (جراحی)
- فی هیئت دماغ

… و از پسِ قِحف [کاسه سر] یکی سولاخ است که از مغز سر چیزی فرود آیذ از گوهر دماغ که در تازی به آن نخاع گویند همچون جوی که از حوض برون آیذ با هفت جفت عصب ….
- دررفتگی مهره گردن و قطع نخاع

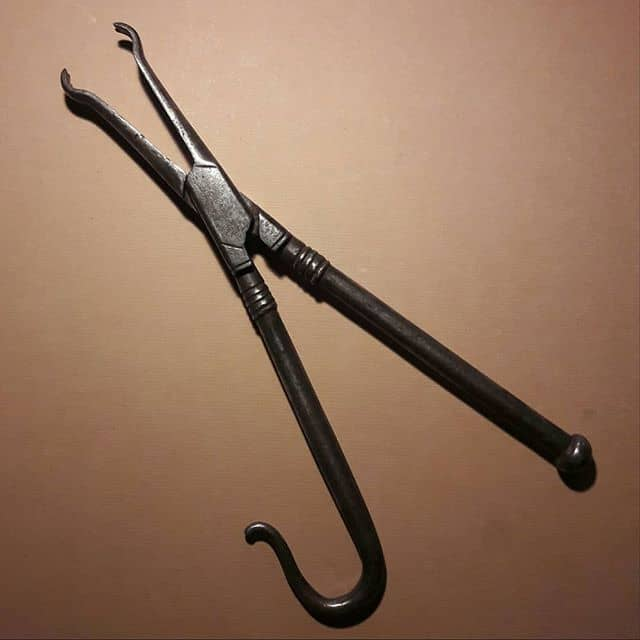
گازانبر دندانکشی (کلبتین)

و اگر از قبل فقار [مهره گردن] آمده بود آن مهره را به جای خویش باز بری به آلتی مانند کلبتین [گاز انبر، نیش‌کش دندانپزشکی] و انبر که سر وی دراز باشد فروکنی به کلو [گلو] و دسته‌های انبر را باز کشی تا آن سر انبر بر مهره افتد و به جای باز بَرَدَش و این علاج را مخاطره است.
و بوذ کی [که] بدین زخم مهره گردن بشکند سوی گلو و خناق افتد و علاج آن بوذ کی یکی آلت سازند چون انبور [انبر] و به گلو فروکنند و پایه انبر بکشند تا سر انبر کی به گلو اندر بوذ باز روذ و مهره بجای خویش روذ. یا لقام [لگام، افسار] نیز کی آرند و زفانه [زبانه] لقام به گلو فروکنند چنان‌که اسب را و آنگاه نایزه لقام بکشد تا زفانه لقام مهره گردن را باز جای خویش برذ و لکن رفانه لقام دراز بایذ.
- فی باب الجرائحی

… اگر جراحت فراخ بُوَذ و نتوان لبهای جراحت یک با دیگر فراز آوردن، اکنون حاجت آیذ بدوختن زخم در چند جای به شرطی که چیزی به میان جراحت نیفتد و اگر زخم به هم نرسد از دیگر سوی بُباید کافتیدن زخم [برش و آزادسازی زیر زخم] و ….
... و اگر آماس به نزدیکی رگی یا عصبی یا پیوند بوذ نباید شتافتن در کافتیدن تا آن رگ و عصب تباه نشود که کار دشوار گردد.
و اگر رگ بزرگ است بُباید کافتیدن تا رگ به دید آیذ و آنگاه با ریسمان خیش باید آن را بستن و اگر از شریان است علاج وی گسستن رگ است که باید صناره [قلاب] به رگ افکنی و برپیچی تا بگسلد و باز داغ کنی به آتش تا خون بایستد.
اگر چنان‌که جراحت تازه بوذ کرانه‌های وی را ببندی یک با دیگر چنان‌که میان آن جراحت هیچ شکاف نمانذ که جیزی دیگر به وی اندر گرد آید … و جهد باید کردن تا موی یا روغن یا خاک یا ریسمان یا چیزی به میان این شکاف اندر نماند که وی را از التیام بازدارد… اگر نتوانی لبهای جراحت یک با دیگر فراز آوردن اکنون حاجت آیذ به دوختن به چند جای بدان مقدار که لبهای جراحت یک با دیگر بربسته گردد … اگر گشاده نبوذ نتوانی پراکندن. دارو را تُنُک [رقیق] کنی چنان‌که گفتم و به سولاخ ریش [زخم] فروکنی و اگر فرونرود به آن آلت که ورا زراقه [سرنگ] گویند اینجا اندر کنی … و چون ریش گند [عفونی] گردد و مرده کرده بوذ به داروی زنگاری علاج کنی یا با داروی دیک بردیک: یک رطل زرنیخ زرد سوده و خشار و آهک و زنگار …
- جراحی توده‌های بینی

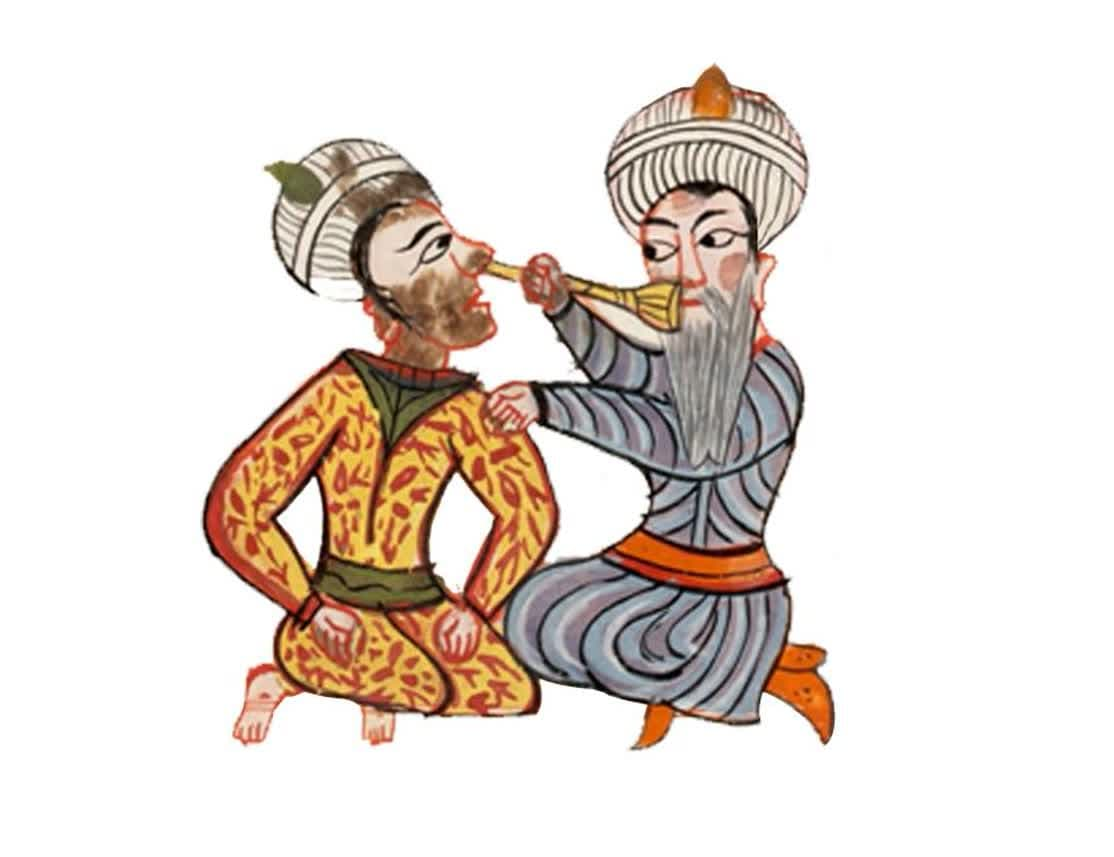
برمانگری و درآوردن توده از بینی، پولیپکتومی

… او را سورنک [پولیپ بینی] خوانند یا ناصور که علاج وی آن بوَد که دو سرِ موی اسب بتابی نیک و بر وی سه چهار جا گره افکنی و از سرب به کردار [همانند] جوالدوزی کنی و این موی بدان سرب اندر کشی و سرب را به بینی اندر کنی و حیله کنی تا وِرا به حلق فروکنی تا به کام فرود آید و این موی لختی سوی دهان اندر آید و لختی سوی بینی. و تو موی را گاه از این سوی دهان کشی گاه از آن سوی بینی که همچون دست ارّه‌ای آن گوشت افزونی [پولیپ بینی] بِبُرد و به مرهم زنکاری و کافوری علاج [پانسمان] کنی تا بِه شود تمام.
- جراحی زبان

و کوتاهی رباط را نشان آن بوذ کی [که] سر زفان [زبان] اندر کشیده بوذ بسوی زیر و علاج این بریذن آن رگ بوذ کزیر زفانست [و درمانش این است که رباط زیر زبان را برش دهید].
- جراحی زبان کوچک [زبانچه، ناک، تک، کژه]

و این فرو افتادن کام بوَد به آخر دهان چون نیک بنگری یک پاره گوشتِ بینی آویخته از کام … وگر این آماس بلغمی کند نشان وی آن بوذ که این کام دراز گردد علاج وی نشاذر بوذ و … و از همه بهتر آن بوذ که ببرندش به آلتی که آنرا داسکالَه [داس کوچک] خوانند و نگاه دارند تا خون بسیار نرود چه بیم خناق بوذ.
- جراحی دندان

... و سرکا [سرکه] و نمک را به دهان بدارذ بسیار تا آن مواد بذ را آنجا خشک کند … و اگر بِه نشود به نیشتر بیازند گِرد اندر گردِ آن دندان تا آن عصب را از آن دندان جدا کند … وگر این همه بکنی و بِه نشوذ و درد ننشیند دندان را ببایذ کندن یا داغ بایذ کردن و اگر کاواک [تهی] بوذ ناچاره ببایذ کندن که جزین روی نبوذ.
خوره بیشتر به دهان آیذ و به لب، و من یاد کرده‌ام این، باز اگر به جایی دیگر ریش سیاه شود و گنده شود، بشتاب و داغ کن به آتش یا به داروی تیز که وی را دیک بردیک گویند [دارویی است از زرنیخ و مروآهک زنده و زنگار] ...
- بریدن زگیل

... و بخارذ اَزَخ [زگیل] را و به دارو موش و زرنیخ بُمالذ یا به انگبین بَلادُر یا به داروی تیز که قریب وی بوذ یا به موی اسب بُبَندذ و و بُبرد تا بهتر آیذ یا به آتش داغ کند [کوتر] تا بسوزد یا برکشدش از بُن، یکی نایزه سازند از مس مر این کار را به اندازه ازخ و کرانه نایزه تیز کنند به آزخ اندر افکنند و پوست آزخ ببرند به وی باز آزخ را بگیرند به ناخن و بکشند تا بیرون ایذ و به زیر وی یکی بیخ بوذ همه بیرون آیذ. اگر مغاکی [گودالی] افتذ چهار دارو پراکندن تا راست شوذ و گوشت بر آرذ.
- فی الداخس [ناخن در گوشت]

این علت را ناخن خواره [کژدمه، آماس ریشه ناخن] گویند و این آماس بوذ به بن ناخن و با درد بسیار بوذ … یا مرهم باسلیقون گرم کند و بر وی نهد، چون ریم کند بکافند و ریم بیرون کند و به داروی گوشت برآرنده علاج کند.
- نیشتر زنی دُمَل [جرای آبسه]

اینک قانون آماسهای گرم بدین کردار بوذ، و این که ریم [چرک] کند اگر خود بگشاید و ریم بیاید والا ترا ببایذ گشادن به نیشتر … باز علاج آماس خوکان [غدد لنفاوی] دو گونه بوذ: یکی کفانیذن [شکافتن] و برگرفتن و دیگر گـَنده کردن و نرم کردن تا ریم کند. … مرهم زنگار [جیوه] ریشها را خشک کند که کُهُن کشتَه شوند و گوشت مُرده بخورذ [جیوه بافتهای پوسیده را بخورد] … مرهم ارزیز [فلز قلع] سوخته که بشاید مر ریشهای کهُن را و گوشت برآرذ … و من قصَه این بگویم اگر ارزیز نبود اُسرُب [سرب] سوخته به گوگرد و روی [Zinc] ...
سَلعه [توده یا کیسَک (کیست)، شاید توده چربی، لیپوم] چون بجنبانی بجنبد. علاج وی کافنیدن [شکافتن] بوذ و برگرفتن، و آن را کیسه‌ای بوذ جهد باید کردن تا آن برگرفته‌اید چه اگر از وی چیزی بُمانذ سلعه باز آیذ … این را خُراج دمل باشکونه [واژگونه] خوانند … و حاجت آیذ به کافتیدن … و الا ببیاد به زانیدن و کافنیذن تا ریم بیرون آیذ … علاج وی آن بوذ که آن آبله‌ها بکفانی و پوست آن بدو کارد برداری و باز به مرهم کافور علاج کنی …
- جراحی چشم

و این پرده روی چشم دو گونه بوذ یک گونه تَنُک بوذ و علاج وی رگ زدن بود بسیار و حجامت کردن بر سر و ناظرین [رگهای چشم] گشادن، و ناظرین دو رگ بوذ که بر بیغوله چشم بوذ سوی بینی … و اگر بدین نیز بهتر نشود بدو کارد بر باید گرفتن [با کارد و قیچی آن تکه بافت و پرده را چیدن].
در پایان درمان ظفره [ناخنک] و تَم [کاتاراکت] را هم جراحی با کارد دانسته‌است آنجا که نوشته:
... و یک گونه سطبر [ناخنک کلفت] بوذ و علاج وی بر گرفتن بوَد بدو کارد …. و باشد که این درد چشم ریش نگردد چون کُنانه [کهنه] گردد و رگهای وی سطبر گردد و دیدار تاریک کند و آن را مردمان عامه تَم [کاتاراکت] خوانند و نیز گوشت خوانند و سَبَل خوانند … و اگر بدین بهتر بهتر نشود و الا بدو کارد بر باید گرفتن و ….
- جراحی قفسه سینه [در بخش درمان سل شُشها و آمپیم]

وگر ریم به پهلو کند [اگر چرک در پهلو و پرده‌های ریه جمع شود] ببایذ کافیدن [برش دادن، درناژ پلور] ...
- فی السرطان

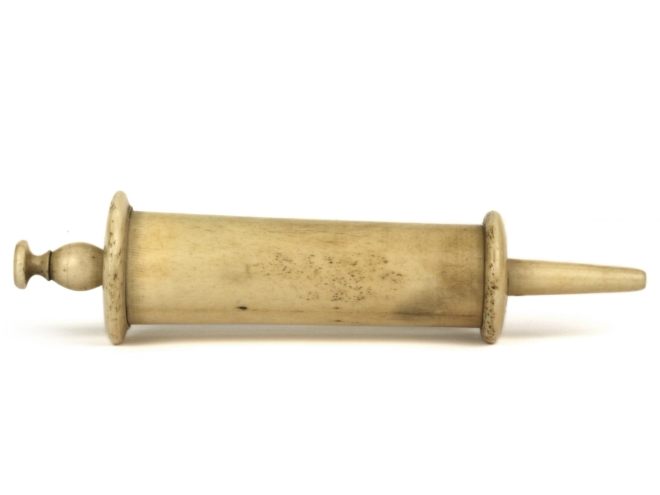
یکی از کهنترین آبزنها (سرنگها)

این سرطان چون به ابتدا بوذ علاج تُوان کردن تا نیفزاید و اگر به اندامی بوذ که آن اندام را بتوان بریدن ببُرد تا برهد، و اما اگر تنهٔ سرطان ببری یا داغ کنی هرگز بِه نشود و بیم آن بوذ که هلاک شوذ… یا با سپیده سرب یا آبار [سرب] سوخته بسیار برنهادن با سرکه و گِل ارمنی و جهد کنی تا به طلی خنک او را فرو کشته داری تا نیفزاید و ریش [ریشه یا زخم] نکند و …
- باب الفتقبرمانگری قرشدگی شکم

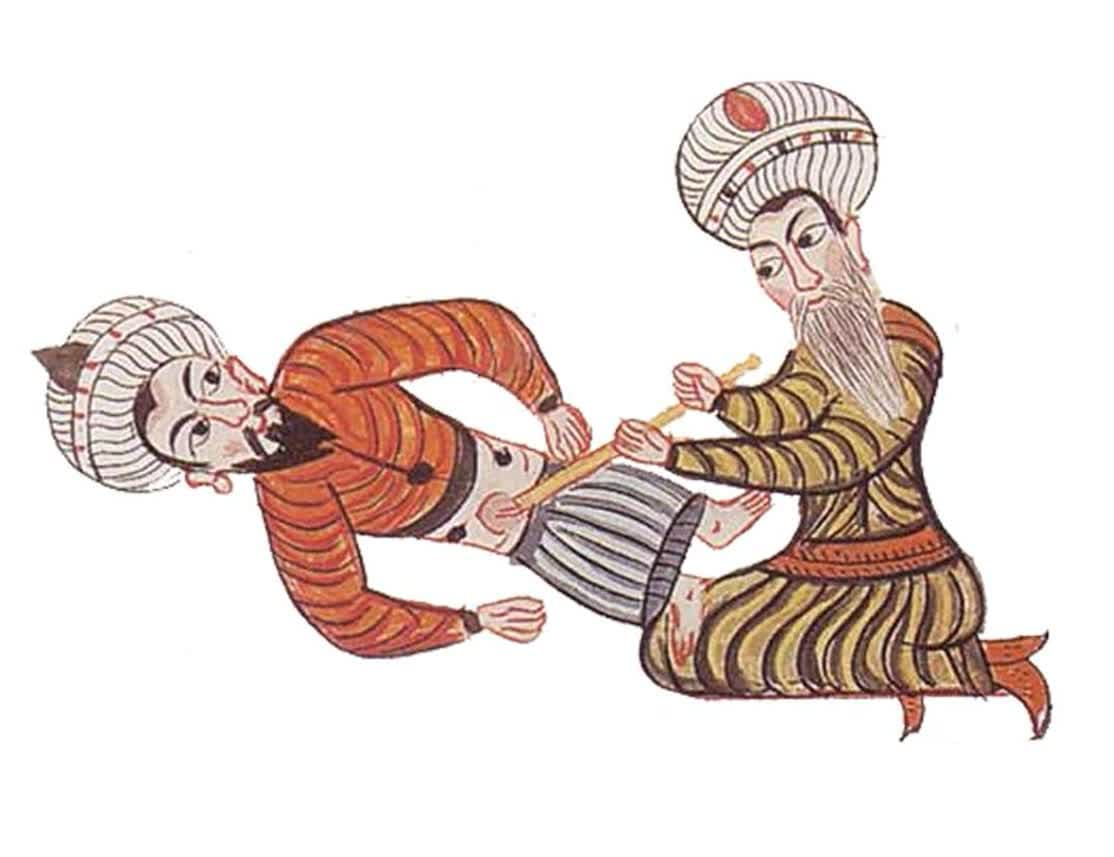
برمانگری قرشدگی شکم

... فتق به سه جای بوَد … و نشان این آن بوَد که چون سِتان [دمر) بخسبد مَر غُندَه [توده] برود به همان جای که شکاف به دید بُوَذ به بَسودن [لمس]، و علاج وی اآن بوَذ که پوست شکم بکافند تا آن شکاف پدید آید، آنگاه آن شکاف را بدوزند و باز آن جراحت را داروی گوشت برآرنده برنهند، و این به قیاس آن بوَد که کسی را که شکم بکافنیده بُوَند بُباید دوختن.
- جراحی بواسیر و سوزاندن آن

آگاه باش که بواسیر پنج گونه بوذ … اگر درد نکند هیچ زیان ندارد و با وی هیچ نبایذ کاویذن و باز اگر سخت بوذ و درد کند خون بایذ بر گرفتن از باسلیق [سیاهرگ بازویی] و بر وی نهد سیر یا پیاز خام یا آب کلم‌شوی تا ورا سولاخ کند و خون بروذ و درد کم شوذ … و اگر این بواسیر اندرون مقعد بوذ کـُبه حجام برنهد [شاخ حجامت] و بمکد تا مقعد باشکونه [واژگونه] گردد و بیرون آید و باسور [بواسیر] پدید آید و آنگاه علاج کند به خرم [بخار آب] یا به داغ به داروی تیز … و باز اگر باسور سخت نبوذ این را بکالبَذ باسور بگیری و ببُری … و از پس بریدن برافکند بر آن ریش زاک سپید [روی زخم محل جراحی زاج سفید بپاشد] … و یکی هاون [یانه سنگی] بزرگ پر انکشت آتش کنی و یکی خشت پخته میانه سولاخ کنی و باز نمد یا پنبه کتانی بر آن خشت نهی و یکی از آن قلبها [گلوله‌های پنبه] بر آتش نهی و بیمار مقعد بر آن سولاخ نهد تا آن دود و تابش به مقعد رسد و صبر کند تا باسور را نیم‌سوخته کند باز به آب برگ مورد اندر نشیند و باز مرهم کرنب اندر بندد …
- جراحی ناصور [سینوس پیلونیدال مقعد]

باز اگر ناصور بوذ و این آن بوذ که به بُن [مقعد] ریش بوذ مُغ [زخم عمیق و گود] و بوذ که کداره [ریشه] کند به مقعد اندر و بوذ که باد و سرگین بدین سولاخ بیرون آیذ. اگر چنین بوذ که کداره کرده بود بُباید بریدن تا با مقعد یکی شود و باز علاج کردن به داروی گوشت برآرنده و …
- کشیدن آب شکم [آسیت]

... شکم پُر آب گردد و چون خیک یا مَشک بیاماسد که بیمار چون از پهلو به پهلو بگردد بانگ آب شِنوَد … چون شکم گشاده کند نافش از جای بیرون آمده بوذ … و اگر نیشتر بزنی بر پوست شکم این آب بیرون آیذ …

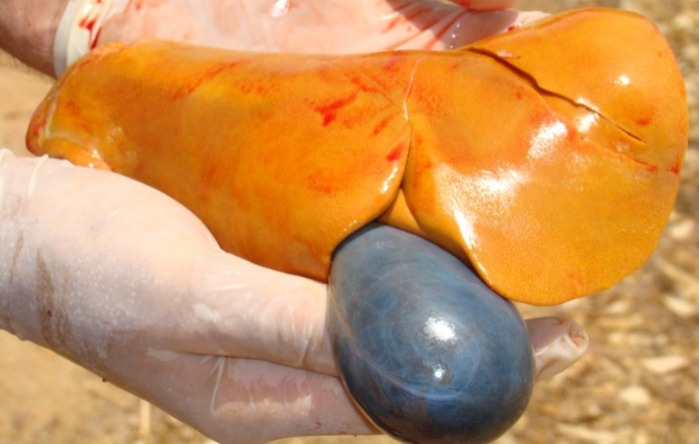
کیسه زرداب گاو که به جای نرپوش (کاندوم، کاپوت) پیشنهاد داده‌است

- آموزش پیشگیری از بارداری [ساخت حلقه آ یو دی برای زنان و کاندوم برای مردان]

حیله زن آن بوذ که چون از جماع فارغ شد وی دو کونه خویش را به زمین زند تا منی مرد از وی فروذ آیذ، یا انگشت اندر کند و جهد کند و منی را بیرون آرذ، یا سر زهدان را استوار کند بر کو یا به مازو [بلوط] و رشته‌ای بر بسته بوذ به مازو تا بتواند بیرون کشیدن [یک ریسمان به بلوط ببندد و آنرا پس از پایان نزدیکی بیرون کشد تا زامه‌ها بیرون آورده شوند]، یا مرد به سر قضیب خویش زَهره [کیسه] اندر کشد و بربندد استوار تا چون منی بیاید به زهره اندر افتد نه به رحم.
- فی سقوط الجنین [فکاندن رویان، سقط جنین]

... باز اگر مشیمه [پرده] نکفد [پاره نشود] قابله به انگشت و ناخن بکفاند و اگر نتوانذ به یکی کارد خردک بکفاند، باز اگر کودک دست یا پای بیرون کند یا بمیرد جهد کند تا زن را نکوسار [نگونسار، واژگون] کند تا کودک به جای باز رود و باز دیگربار بیرون آرذ و آلتی بوذ آن کار را چون کاردی که قلم را بوذ، قابله آنرا به میان انگشت اندر گیرد و به کودک اندر افکند و بدان پاره‌پاره کند و بیرون آرذ
- فی خروج المقعد [بیرون زدن روده: پرولاپس رکتوم]

باز اگر بُن بیرون آیذ و باز اندر برود تا شکم فرود آید بی‌مراد از پس ناصور بوذ یا از افتادن … علاج وی به بیرون آمدن رحم یاد کنم …
- فی نزول رحم [افتادگی رحم: پرولاپس]

چون رحم فروذ آیذ زن را نیک سود دارد ورا اندر نشستن بآبی که پخته بوند … و به دست باز برد زهدان را ….
- جراحی عِرق النسا [عصب سیاتیک]

و اما گشاذن این رگ از سه جای بوذ: یکی زیر بغل پا و یکی پهلوی کعب از روی و حشی اعنی سوی بیرونین و سه دیگر میان خنصر و بنصر [انگشت کوچک و انگشت کناری آن] … و پای بدین نوار اندر پیچد تا ساق، و باز این رگ بجوید و چون بیابذ انگشت به وی بر زند اگر بیمار را درد کند بداند به درست که آن رگ است آنکاه بکشایذ [برش ماهیچه‌های فشرده شده روی عصب، میوتومی].
- فی الدوالی [جراحی واریسهای پا]

... و علاج وی خون برگرفتن بوذ از باسلیق [سیاهرگ ساق، بازیلیک] جندبار یک از بس دیکر، و بوذ که یک رگ باریک بگشایند هم از آن پای، و بایذ تا نکاه داشته آیذ تا رگ بزرگ نگشایند جه خون بازنایستد و من دیذم جند تن را که اندرین هلاک شدند …
- جراحی سرخرگها

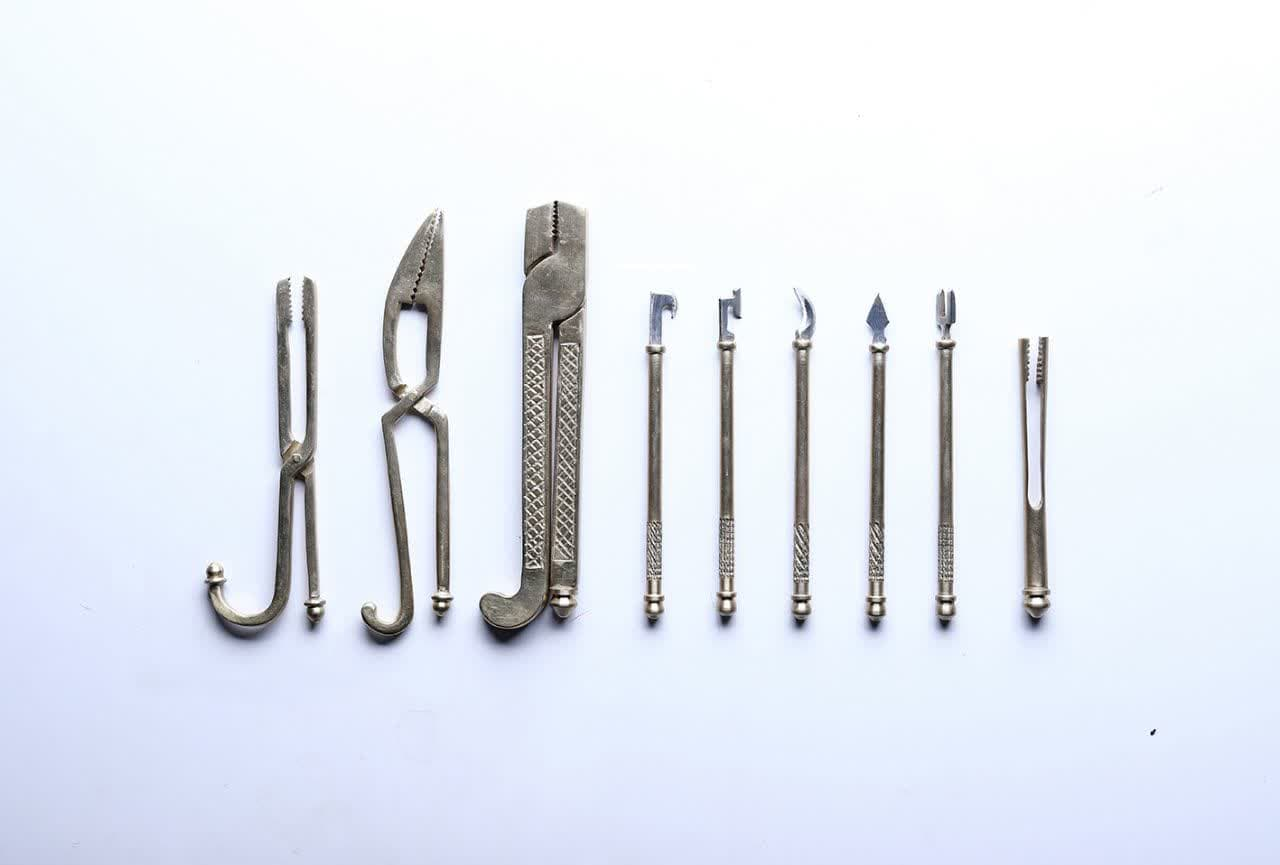
ابزارهای برمانگری

اگر از جراحت خون بسیار آید باید آن اندام را برسو داری [بالا بگیری یا ببندی] و به یخ سرد کنی و بر آن صبر و کندور و خون‌سیاوشان و سپیدی خایه [تخم مرغ] و پشم خرگوش بمالی … و این خون از رگی بزرگ آیذ و چون بازنایستد اکنون بباید کافتیدن [شکافتن] تا رگ پدید آید و آنگاه آن رگ را به ریسمان خیش [کتانی] بر بایذ بستن تا خون بازایستد … و باز اگر از شریان آیذ خون، نشان آن بوذ که خون جَهَد و بازنایستد و باز جَهَد، و علاج وی به گسستن رگ بوذ و آچنان که صناره [قلاب] به رگ اندر فکند و برپیچد تا آنگاه بگسلد باز داغ کند به آتش، اکنون بس کنم.
- آب در بیضه [هیدروسل]

... و بُمالند تا بر روذ جُن [چون] بر رفت آنکاه ضمادالفتق بکار دارذ و اگر آب بوذ بباید گشاذن تا آب بیرون ایذ و آنکاه آن جای را کی آب بوی [به وی] فروذ آمذه بوذ داغ کنند [کوتریزاسیون] کی اگر نکنند دیگر باره فروذ آیذ و اگر آب بسیار بوذ به دو روز برگیرد تا غشی نیفتد
- جراحی تورم بیضه

... و اگر آب بود بباید گشادن [گشودن، برش دادن] تا آب بیرون آید و آنگاه جای آن را که آب بُوَی فرود آمده بود داغ کنند که اگر نکنند دیگرباره فرود آید.
و اگر ورم مفاصل صُلب گردد گاه ضمادهای ملّین برنهد و گاه محلل، و اگر نرم گردد این ورم نقرس بباید کافتیذن و آن چیزهای صلب همچون سنگ‌باره [لوز بادی] و سَفال‌پاره از وی بیرون باید کردن … و بدانکه اگر ورم به مفاصل بوَد نباید کافتیدن چه هیچ بِه نشود
آزخ [زگیل] را به موی اسب بُبَندد تا بُبرّد یا به آتش داغ کند تا بسوزد یا برکشدش از بُن.
یکی نایزه سازد از مس مرین کار را به اندازه آزخ و کرانه نایزه تیز کند به آزخ اندر افکنند و پوست آزخ ببرند به وی باز آزخ بگیرند به ناخن و بکشند تا بیرون آید و به زیر وی یکی بیخ بوَد همه بیرون آید.
- جراحی نرینه کوتاه یا خمیده

بُوَذ که کمرهٔ قضیب را تشنج بوذ و مَیل بوذش جُن کمان بسوی خایکان، و علاج وی بریدن آن رباط بوذ که تشنج همی کند، و باز آنکاه قضیب را بر یکی لوح بندذ تا راست گردد [در انحنای آلت تناسلی: Penile Curvature or Peyronie’s disease، ایشان رباط زیر اندام نرینه را برش می‌دادند و سپس آن را به لوح می‌بستند تا مدتی صاف بماند و ترمیم شود].
- جراحی پیشابدان (مثانه)

سپس ابزار جراحی سنگ مثانه را بازگو می‌کند:

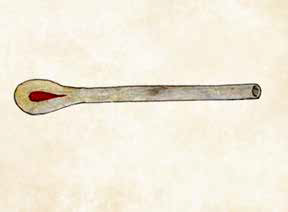
از کتاب ابوالقاسم زهراوی

مبوله یک میل بوذ از سیم یا زر یا از برنج میانه کاواک [لوله برنجی توخالی] و بر سر میل سولاخها بسیار [سوراخدار]. جنانک [چنان‌که] گویی این میل نایزه استی [همچون نایژه باریک و تُهی است]، بر سر نایزه یَکی کئوکبستی [بر سر میل یک میخ است] چون نیمه جلاجل [نیم‌حلقه، خمیده مانند نیم دایره] و کفشیر [لحیم، جوش] کردستی این نیمه جلاجل را بر سر این نایزه و بر پشت این کوکب بسیار سولاخها کرده بوند با پرماه [سوراخ‌کننده: دریل] چون سولاخهای بالونه [پالونه: کفگیر]، و باز میان این نایزه یکی آهن بوذ و بر سر آن آهن یکی باره [دستک، تکه، ریسمانی از موی اسب] استوار کرده تا این آهن را بکشد از میان این میل آب از مثانه اندر آیذ بمثال زُراقه [سرنگ تزریق؛ مانند ماندرن درون کاتتر یا نیدلهای اسپاینال و اپیدورال] چون سر زراقه را به آب اند نهی و زراقه را بکشی آب به زراقه اند آید و این را اضطرارالخلا گویند.

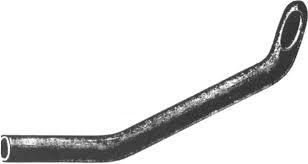
آبراه کهنه پیشابدان (مبوله)

... باز اکر مثانه بُر [پُر] بُوَذ پرهیز کن از داروهای مُدر که هلاک کند.
فی حصرالبول … یا سنگ در گُرده [کلیه] گیر کرده، یا در حالبین یا در مجرا. … یا گوشتی بُوَذ رُسته اندر قَضیب از بس ریشی افتذ یا آزخی کوشت رسته بوذ و علاج وی دشوار بوذ" … و باز برخیزد بپای و به یک پای برجهد یا از نردبان بشتاب فروذ آیذ یا گُرده او بمالند یا بجنبانند … اکنون به وقت نوبت اندر آبزن [حوضچه آب] بُبایذ نشستن … و باز برجهد به یک پای یا بر اسبی نشیند جهنده و اگر برنجهد اسب را برجهاند … باز اگر سنگ به قضیب اند ماند نشان آن بوذ که درد بقضیب آیذ، اکنون بایذ مکیدن بدهان تا بیرون آیذ یا قضیب را به آب گرم اندر نهذ تا بیرون آیذ … پس اگر سنگ بزرگ بوذ یا به پهنا افتاده بوذ و بیرون نیایذ آنکاه بُبایذ کافتیذن [برش دادن مجرای ادرار] و بیرون آوردن سنگ را.
در سنگ مثانه کودکان … چون چنین بوذ و یک ماه علاج کردی و بیرون نیامد اکنون بآهن مشغول باش و برگیر آن چیزهایی که سنگ را بیرون آرذ … و نگر تا خوارکاری نکنی بدین جای اگر بیرون نیاوری بوذ که مثانه ریش کنی و به دق بازگردد و هلاک کند.

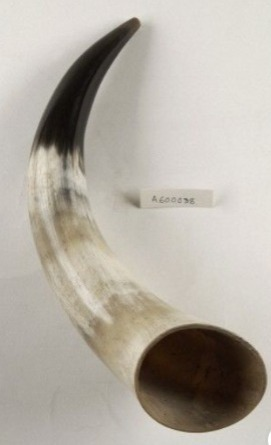
سُرو گاو برای خوراکدهی بیمار

... مثانه همچون خیک بُوَذ پُر … ک میز [ادرار] کمتر گردد تا جمله بایستد … علاج کن به آبزن [قطاطیر، کاتتر] اندر نشانی … تا بول فروذ آیذ و مجرا فراخ کردذ.
- نوآوری (اختراع) در خوراندن بیمار از درون شاخ تُهی [گاواژ]

... و بند کردم دستها و پایان (پاها) را و یکی آلت ساختم از سُروِ کاو (شاخ توخالی شده گاو) که به دهان وی غذا و دارو فروکردم و به چنین تدبیرها بیرون آوردم وی را ازین بیماری.
- فی الکسر و الخلع [شکستگی و دررفتگی استخوانها، ارتوپدی]

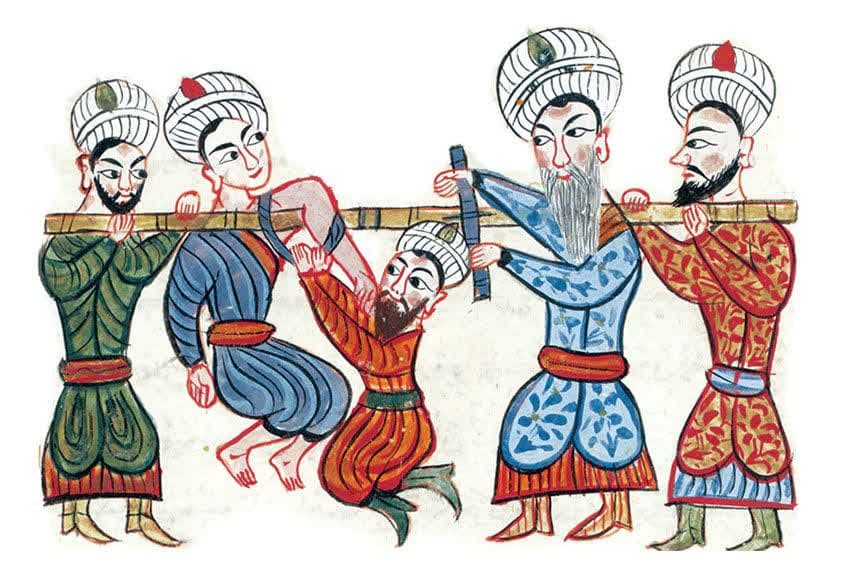
جااندازی دررفتگی شانه

... اگر استخوان بیرون آمذه بوذ از جراحت [شکستگی باز] چندانی بکشد تا باز استخوان به جراحت اندر آیذ و به جای خویش بایستد … و اگر بیوند [پیوند: مفصل] بغل پای بیرون آمذه بوذ بیمار را بخوابانند و آب گرم بر وی ریزند تا رُمانه الفخذ [سر ران] بحق الوِرک [گودی لگن: استابولوم] باز اندر آیذ … و اگر پیوند کتف از جای رفته بوذ دست بیمار بر سر بگذارند تا گوش دیگر به دست گیرد و آنگاه یکی کروهه [با ریسمان گلوله کند؛ شاید همان پانسمان و آتل‌بندی باشد] کند و به ضماد قابض تر کند. … و اگر زیر گوشت استخوان‌پاره‌ای پدید آید چون شَوک [خار] ماهی بباید کافنیدن [بریدن] و آن استخوان را بیرون آوردن
- جراحی پیوندها [مفاصل]

... و اگر نرم کردذ این ورم نقرس ببایذ کافتیذن و آن چیزهای صلب جن سنگ‌باره و سفال‌پاره [Loose body] از وی بیرون بایذ کردن و باز علاج بایذ کردن تا گوشت بر آرذ، و بدانکِ اگر ورم بمفاصل بوذ نبایذ کافنیذن، جه هیج بِه نشوذ …
- قطع اندام گندیده در گزش جانوران [آمپوتاسیون اندام نکروزه]

اکنون بباید بستن آن اندام را سوی برسو [بالا] تا قوت زهر به دل نرسد … و اگر آنجا گـَنده [گندیده] گردد زود بباید بریدن و بیرون انداختن تا اندامهای دیگر بجهند و از آن بلا برهند و الا همه گـَنده گردند و هلاک شود. … چون دانستی که این سگ دیوانه بوذه است [هار] دجهد آن باید کردن تا آن ریش [زخم] وی گشاده گردد و بر آن جای حجامت کنند و بمکند نیک تا زهر از آنجا بیرون آی

## ابزارهای پیشنهادی اخوینی
۱- حلقه پیشگیری از بادرداری برای زنان که با دانه بلوط و ریسمانی بسته به ته آن (IUD) ساخته شده بود.
۲- نَرپوش (پوشانه، کاندوم) مردانه که با کیسه زهر (کیسه صفرای) گاو می‌ساخته‌اند.
۳- لوله خوراکدهی بیمار (گاواژ) که از شاخ درون تُهی شده گاو ساخته بود و آن را در دهان بیمار می‌نمود و آب و و خوراک و دارو به بیمار می‌خورانید.
۴- لوله پیشابراه (سوند ادراری) ساخته شده از لوله خمیده و درون‌تُهی از نقره‌ یا زر که در نوک آن چندین سوراخ داشته است.
۵- لوله درون‌تُهی مسی که برای کندن توده‌ها و زگیلها پیشنهاد داده بود.
۶- کارد و قلم زهدانی برای بیرون کشیدن رویان.